# Riu de la Vall del Riu
Le riu de la Vall del Riu est un cours d'eau de la paroisse de Canillo en Andorre, long de 4,5 km et affluent de la Valira d'Orient.

## Toponymie
Riu désigne en catalan un « cours d'eau » et provient du latin rivus de même signification,. Vall désigne en catalan une « vallée » et dérive du latin vallis,. Ce toponyme redondant signifie littéralement « cours de la vallée du cours d'eau ».

## Hydrographie
Long de 4,5 km, le riu de la Vall del Riu coule vers le sud depuis les pentes de la Serra de l'Estanyó. Il aborde la Valira d'Orient en amont d'El Vilar par sa rive droite. Il est l'émissaire de l'estany Gran de la Vall del Riu.
| \| Riu de la Vall del Riu \|                                                    |                                  |
| Le riu de la Vall del Riu sur la carte des bassins hydrographiques de l'Andorre | L'estany Gran de la Vall del Riu |
| Riu de la Vall del Riu                                                          |                                  |